# Джексонвілл Джагуарс

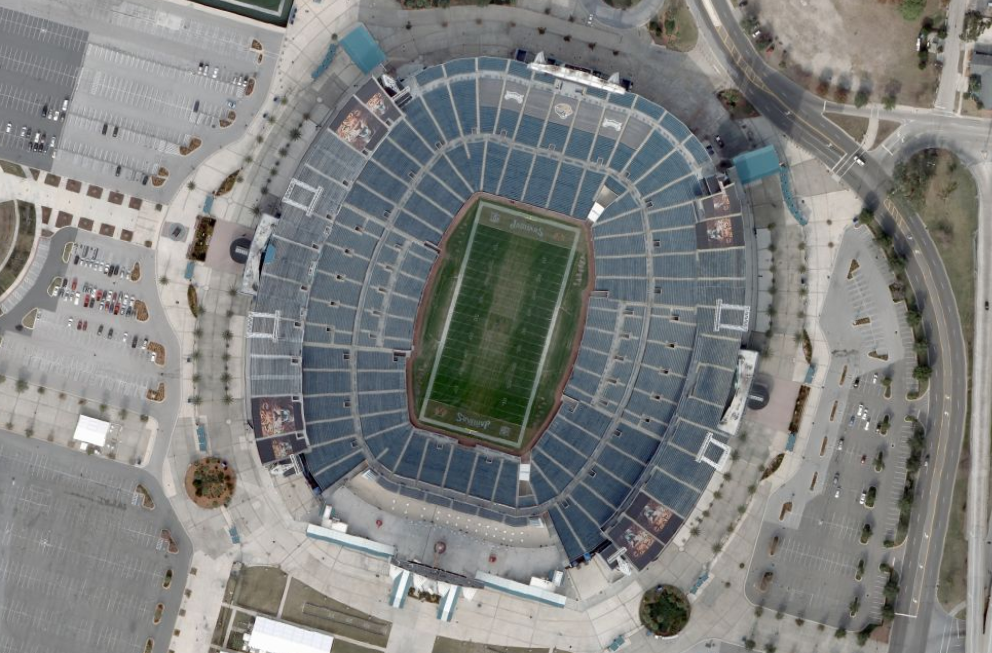
Джексонвіль Мюнисипал Стадіум

«Дже́ксонвілл Джа́ґуарс» (англ. Jacksonville Jaguars) — заснована у 1995 професіональна команда з американського футболу розташована в місті Джексонвілл в штаті Флорида. Команда є членом Південного дивізіону, Американської футбольної конференції, Національної футбольної ліги.
Домашнім полем для «Джайґуарс» є Муніципальний стадіон Джексонвілл.
«Джаґуарс» досі не виграли жодного Суперболу (чемпіонату НФЛ) (англ. AFC-NFC Super Bowl).